# 广水西站
广水西站是鸡杨铁路上的一个铁路车站，原名广水站，京广铁路改线后改称广水西站并新建广水站。本站位于湖北省广水市中心街，建于1902年，目前为三等站，邮政编码为432721。目前客运：办理旅客乘降；行李、包裹托运；货运：办理整车、零担货物发到；办理整车货物承运前保管。